# Gülşen
Gülşen Bayraktar Çolakoğlu, nota semplicemente come Gülşen (Fatih, 29 maggio 1976), è una cantante turca.

## Biografia
Originaria di Fatih, dopo aver studiato presso il Şehremini Anadolu Lisesi, ha frequentato l'Università tecnica di Istanbul. Nel 1995 è stata notata da Serap Turgay, il cui marito ha permesso all'artista di firmare un contratto con la Raks Müzik per realizzare quattro album in studio. Il terzo disco Of... of..., messo in commercio nel 2004 attraverso la Erol Köse Production, è risultato il 24º più venduto dell'intero anno secondo la Bağlantılı Hak Sahibi Fonogram Yapımcıları Meslek Birliği con oltre 232 000 CD. Anche l'album Yurtta aşk cihanda aşk ha riscosso successo, ottenendo la certificazione d'oro dalla MÜ-YAP e totalizzando 171 000 vendite in suolo turco nel corso del 2006. Nello stesso ha conquistato la sua prima numero uno nella Türkçe Top 20 grazie a Yurtta aşk cihanda aşk.
Ha ottenuto diversi riconoscimenti nella sua carriera, tra cui nove Kral Türkiye Müzik Ödülleri.

## Vita privata
Nell'agosto 2022 Gülşen è finita sotto arresto con l'accusa di aver «incitato l'odio» verso le scuole İmam Hatip a causa di un video risalente all'aprile precedente e rilanciato dai conservatori turchi sulle reti sociali in cui l'artista, durante un suo concerto, appare fare una battuta sull'educazione ricevuta nelle İmam Hatip, facendo particolar riferimento alla «perversione» di un suo collega, che ha frequentato tale istituto. Nonostante le proprie scuse sull'accaduto, l'artista, nota anche per il supporto alla comunità LGBT, è stata trattenuta presso il carcere femminile di Bakırköy.

## Discografia

### Album in studio
- 1996 – Be Adam
- 1998 – Erkeksen
- 2004 – Of... of...
- 2006 – Şimdi
- 2006 – Yurtta aşk cihanda aşk
- 2007 – Ama bir farkla
- 2009 – Onsoz
- 2013 – Beni durdursan mı?
- 2015 – Bangır bangır

### Album di remix
- 2005 – Gülshen 2005 özel of... of... albümü ve remixler

### Singoli
- 2008 – Yapamazsan yok
- 2011 – Yeni biri
- 2011 – Sözde ayrılık
- 2013 – Yatcaz kalkcaz ordayım
- 2014 – İltimas (con Murat Boz)
- 2018 – Bir ihtimal biliyorum
- 2020 – Nirvana (con Edis)
- 2022 – Lolipop
- 2022 – Bir kereden hiçbir şey olmaz (con Ozan Doğulu)
- 2023 – Sor (con Edis)
- 2024 – Bal
- 2025 – Seyre dursun aşk remix (con Gökhan Koşar)